# Bicyclus moyses
Bicyclus moyses är en fjärilsart som beskrevs av Condamin och Fox 1964. Bicyclus moyses ingår i släktet Bicyclus och familjen praktfjärilar. Inga underarter finns listade i Catalogue of Life.